# NGC 3392
NGC 3392 is een elliptisch sterrenstelsel in het sterrenbeeld Grote Beer. Het hemelobject werd op 3 april 1791 ontdekt door de Duits-Britse astronoom William Herschel.

## Synoniemen
- MCG 11-13-42
- ZWG 313.37
- PGC 32512